# Stade
Stade este un oraș în districtul Stade, landul Niedersachsen, Germania.

## Monumente
- Biserica Sfinții Cosma și Damian (sec. al XII-lea, extinsă în sec. al XVII-lea), inițial catolică, ulterior evanghelică

1. ↑  Alle politisch selbständigen Gemeinden mit ausgewählten Merkmalen am 31.12.2018 (4. Quartal) (în germană), Statistisches Bundesamt[*], arhivat din original la 10 martie 2019, accesat în 10 martie 2019